# Этантиол
Этантиол, этилмеркаптан (EtSH) —  бесцветная жидкость с резким характерным запахом. Относится к сераорганическим соединениям. Структурно состоит из этильной группы, присоединенной к тиольной группе -SH. Водородные связи между молекулами этантиола значительно слабее, чем между молекулами этилового спирта — что характерно для всех тиолов — поэтому этантиол более летуч. Малорастворим в воде, но хорошо растворим в большинстве органических растворителей. Был открыт доктором Максвеллом Буроу. Плотность при 20°С и 101,3 кПа составляет 840 кг/м3
Благодаря сильному запаху (люди могут ощущать запах этантиола при концентрациях одна часть на 50 миллионов частей воздуха) используется как одорант для бытового природного и сжиженного газа. «Запах газа», который люди чувствуют при утечке — именно запах этантиола.

## Токсичность
Этантиол (этилмеркаптан, одорант) токсичен, числится в списке сильнодействующих ядовитых веществ, относится ко второму (II) классу опасности и в больших количествах может вызывать головную боль, тошноту и потерю координации. Также он поражает почки и печень. В концентрациях, присутствующих в одорированном бытовом природном газе, безвреден.